# 20 Golden Greats (The Beach Boys-album)
A 20 Golden Greats egy 1976-ban az Egyesült Királyságban kiadott Beach Boys válogatásalbum. 1976 júliusában jutott fel az albumlista 1. helyére ahol 10 hetet töltött. A UK nagylemez listán 86 hetet töltött, és összesen körülbelül 2 000 000 példányban kelt el a szigetországban.

## Számlista
Minden dal Brian Wilson/Mike Love szerzemény kivéve ahol jelölve van.

### A-oldal
1. "Surfin' U.S.A." (Brian Wilson, Chuck Berry) – 2:28
2. "Fun, Fun, Fun" – 2:03
3. "I Get Around" – 2:13
4. "Don't Worry Baby" (Wilson, Roger Christian) – 2:48
5. "Little Deuce Coupe" (Wilson, Christian) – 1:38
6. "When I Grow Up (To Be a Man)" – 2:03
7. "Help Me, Rhonda" – 2:46
8. "California Girls" – 2:38
9. "Barbara Ann" (Fred Fassert) – 2:05
10. "Sloop John B" (Tradicionális, Brian Wilson) – 2:56

### B-oldal
1. "You’re So Good to Me" – 2:16
2. "God Only Knows" (Wilson, Tony Asher) – 2:51
3. "Wouldn't It Be Nice" (Wilson, Asher, Love) – 2:22
4. "Good Vibrations" – 3:39
5. "Then I Kissed Her" (Phil Spector, Ellie Greenwich, Jeff Barry) – 2:15
6. "Heroes and Villains" (Wilson, Van Dyke Parks) – 3:37
7. "Darlin'" – 2:12
8. "Do It Again" – 2:25
9. "I Can Hear Music" (Jeff Barry, Greenwich, Phil Spector) – 2:38
10. "Break Away" (Wilson, Murry Wilson) – 2:55

## Zenészek
- Mike Love - vokál
- Carl Wilson - szólógitár, vokál
- Al Jardine - ritmusgitár, vokál
- Brian Wilson - billentyűs hangszerek, basszusgitár, vokál
- Dennis Wilson - dobok, vokál

## Helyezések
| Helyezések (1976,1977)    | Legmagasabb pozíció |
| ------------------------- | ------------------- |
| UK Nagylemez Lista        | 1                   |
| Osztrák Nagylemez Lista   | 4                   |
| Helyezések (1987)         | Legmagasabb Pozíció |
| Svéd Nagylemez Lista      | 40                  |
| Norvég Nagylemez Lista    | 15                  |
| Új-Zéland Nagylemez Lista | 5                   |